# Natalia Korolevska
Natalia Yuriivna Korolevska (en ucraniano: Наталія Юріївна Королевська) (18 de mayo de 1975 en Krasnyi Luch) es una política, economista y empresaria ucraniana, exministra de Política Social de Ucrania.
Desde el 23 de diciembre de 2011 ha sido líder del Partido Socialdemócrata de Ucrania. El 22 de marzo de 2012, el Partido Socialdemócrata de Ucrania ha sido renombrado como Partido de Natalia Korolevska. "Ucrania - Forward!".

## Carrera
Desde 2002 hasta 2006 fue diputada del parlamento regional de Lugansk. Durante las elecciones presidenciales de 2004 apoyó a Victor Yanukovich. Fue miembro del Consejo de Empresarios en el marco del Consejo de Ministros de Ucrania en los años 2003, 2004 y 2005.